# Championnat de Taïwan de football 2023
 (décembre 2024).
Navigation
Saison précédente Saison suivante
La saison 2023 du Championnat de Taïwan de football est la trente-neuvième édition du championnat national, la Taiwan Football Premier League. Les huit clubs participants sont regroupés au sein d'une poule unique où ils s'affrontent à trois reprises. À l'issue de la saison, le dernier du classement final est relégué en deuxième division.
C'est le club de Taiwan Steel FC, tenant du titre, qui est à nouveau sacré cette saison après avoir terminé en tête du classement final. C'est le quatrième titre de champion de Taïwan de l'histoire du club.

## Les clubs participants
- Taipower
- Taiwan Shihu FC
- Taiwan Steel
- Hang Yuen FC
- AC Taipei FC
- Ming Chuan University FC
- Taichung Futuro AF
- Taipei Tianlong - Promu de D2

## Compétition
Le classement est établi sur le barème de points classique (victoire à 3 points, match nul à 1, défaite à 0). Pour départager les égalités, on tient d'abord compte des confrontations directes, de la différence de buts générale, puis du nombre de buts marqués.

### Classement
| Rang | Équipe                   | Pts | J  | G  | N | P  | Bp | Bc | Diff |
| ---- | ------------------------ | --- | -- | -- | - | -- | -- | -- | ---- |
| 1    | Taiwan Steel T           | 52  | 21 | 17 | 1 | 3  | 47 | 14 | +33  |
| 2    | Taiwan Shihu FC          | 41  | 21 | 12 | 5 | 4  | 40 | 22 | +18  |
| 3    | Taipower CFC             | 33  | 21 | 10 | 3 | 8  | 38 | 24 | +14  |
| 4    | AC Taipei FC             | 31  | 21 | 9  | 4 | 8  | 25 | 19 | +6   |
| 5    | Taichung Futuro AF       | 28  | 21 | 8  | 4 | 9  | 33 | 31 | +2   |
| 6    | Hang Yuen FC             | 27  | 21 | 8  | 3 | 10 | 25 | 33 | -8   |
| 7    | Ming Chuan University FC | 19  | 21 | 5  | 4 | 12 | 19 | 44 | -25  |
| 8    | Taipei Tianlong P        | 8   | 21 | 2  | 2 | 17 | 18 | 58 | -40  |

|  | Qualification pour la Challenge League de l'AFC 2024-2025 |
|  | Relégation directe en deuxième division                   |
|  | T : Tenant du titre                                       |

## Bilan de la saison
| Championnat de Taïwan de football 2023   |                            |
| Champion                                 | Taiwan Steel FC (4e titre) |
| Coupes et trophées                       |                            |
| Vainqueur de la Coupe de Taïwan 2023     | Non disputée               |
| Qualifications continentales             |                            |
| Challenge League de l'AFC 2024-2025      | Taiwan Steel FC            |
| Promotions et relégations                |                            |
| Promus en Taiwan Football Premier League | Taipei Vikings             |
| Relégués en Taiwan B League              | Taipei Tianlong            |